# Liste der Mitglieder der American Academy of Arts and Sciences/2003
Im Jahr 2003 wählte die American Academy of Arts and Sciences 215 Personen zu ihren Mitgliedern.

## Neugewählte Mitglieder
- Rolena Adorno (* 1942)
- Peter Courtland Agre (* 1949)
- Alfred V. Aho (* 1942)
- Thomas D. Albright (* 1956)
- William Thomas Allen (* 1944)
- Charles Francis Altieri (* 1942)
- Drew E. Altman (* 1951)
- Kofi A. Annan (1938–2018)
- Fred Colvig Anson (* 1933)
- Aloisio Araujo (* 1946)
- James Greig Arthur (* 1944)
- William Reid Atchley (1942–2020)
- Dennis A. Ausiello (* 1945)
- Paul Auster (1947–2024)
- Frederick M. Ausubel (* 1945)
- Phaedon Avouris (* 1945)
- Lloyd Axworthy (* 1939)
- Lawrence S. Bacow (* 1951)
- Paul Baran (1926–2011)
- Allan Basbaum (* 1947)
- Philip Beachy (* 1958)
- Alain Berthoz (* 1939)
- Catherine Ann Bertini (* 1950)
- Carolyn R. Bertozzi (* 1966)
- James A. Block (1937–2020)
- J. Richard Bond (* 1950)
- Alan Paul Boss (* 1951)
- Henry E. Brady (* 1949)
- Thomas A. Brady (1937–2025)
- Barry Morton Brenner (* 1937)
- William Ralph Brody (* 1944)
- Archibald Haworth Brown (* 1938)
- John Browne, Baron Browne of Madingley (* 1948)
- James Jeffrey Bull (* 1949)
- James MacGregor Burns (1918–2014)
- John Terrance Cacioppo (1951–2018)
- Kathryn Lee Calame (* 1940)
- Colin F. Camerer (* 1959)
- Peter Carey (* 1943)
- David Carrasco (* 1947)
- John Sawyer Carroll (1942–2015)
- David Cass (1937–2008)
- Paul M. Chaikin (* 1945)
- Martin Chalfie (* 1947)
- Anne Cox Chambers (1919–2020)
- Uma Chowdhry (* 1947)
- William Arthur V. Clark (* 1938)
- David Charles Clary (* 1953)
- Thomas M. Cover (1938–2012)
- Vincent Paul Crawford (* 1950)
- Robert Creeley (1926–2005)
- Walter Cronkite (1916–2009)
- Lewis B. Cullman (1919–2019)
- Michael Cunningham (* 1952)
- Gretchen Cara Daily (* 1964)
- Richard J. Davidson (* 1951)
- Percy A. Deift (* 1945)
- Charles H. DePuy (1927–2013)
- Michel Henri Devoret (* 1953)
- William Eric Dietrich (* 1950)
- Ray Milton Dolby (1933–2013)
- Jennifer A. Doudna Cate (* 1964)
- Frederick Irwin Dretske (1932–2013)
- James Economy (1929–2021)
- Robert N. Eisenman (* 1943)
- Stephen Elledge (* 1956)
- Rochelle Easton Esposito (* 1941)
- Lawrence Craig Evans (* 1949)
- Paul G. Falkowski (* 1951)
- Robert Arthur Falls (* 1954)
- Larry Ray Faulkner (* 1944)
- Anne Ferry (1930–2006)
- Hartry Hamlin Field (* 1946)
- Martin Myles Filler (* 1948)
- Morris Eugene Fine (1918–2015)
- Eric Fischl (* 1948)
- Matthew P. A. Fisher (* 1960)
- Richard Welton Fishe (* 1949)
- Joel Lawrence Fleishman (* 1934)
- Dario Fo (1926–2016)
- Richard Ford (* 1944)
- Thomas Martin Franck (1931–2009)
- Perry Allen Frey (* 1935)
- William H. Gates II (1925–2020)
- Bernd Giese (* 1940)
- Donald Arthur Glaser (1926–2013)
- Solomon Wolf Golomb (1932–2016)
- Donald Philip Green (* 1961)
- Michael Eldon Greenberg (* 1954)
- Carol W. Greider (* 1961)
- Thomas C. Grey (* 1942)
- Peter Gruss (* 1949)
- Richard S. Hamilton (1943–2024)
- John Mark Hansen (* 1959)
- Sidney Harman (1918–2011)
- Harry D. Harootunian (* 1929)
- Stanley M. Hauerwas (* 1940)
- Martin F. Hellwig (* 1949)
- Robert P. Henderson (* 1931)
- Thomas English Hill (* 1937)
- Geoffrey E. Hinton (* 1947)
- Jules Alphonse Hoffmann (* 1941)
- Peter Uwe Hohendahl (* 1936)
- Thomas C. Holt (* 1942)
- Paul Lyon Houston (* 1947)
- Stephen P. Hubbell (* 1942)
- Randall Gardner Hulet (* 1956)
- Linda Ann Hutcheon (* 1947)
- Samuel Issacharoff (* 1954)
- Charles Richard Johnson (* 1948)
- Iain M. Johnstone (* 1956)
- Boyan Jovanovic (* 1951)
- Kenneth L. Judd (* 1953)
- William Kahan (* 1933)
- Louis Kaplow (* 1956)
- Friedrich Katz (1927–2010)
- Nicholas M. Katz (* 1943)
- Thomas Joseph Katz (* 1936)
- Robert Allen Katzmann (* 1953)
- Paul Kellogg (* 1938)
- Anthony John Patrick Kenny (* 1931)
- Laura Lee Kiessling (* 1960)
- Joseph L. Kirschvink (* 1953)
- Michael Lawrence Klein (* 1940)
- Leonard Kleinrock (* 1934)
- Thomas B. Kornberg (* 1948)
- Michael Kremer (* 1963)
- Robert Eugene Krumlauf (* 1948)
- Jeri Lidsky Laber (* 1931)
- Donald Quincy Lamb (* 1945)
- Jan LaRue (1918–2007)
- Hermione Lee (* 1948)
- Martin L. Leibowitz (* 1936)
- Frank Thomson Leighton (* 1956)
- Arthur Levitt (* 1931)
- Judy C. Lewent (* 1949)
- Fred S. Licht (* 1928)
- Dan R. Littman (* 1952)
- Elizabeth F. Loftus (* 1944)
- Tanya Marie Luhrmann (* 1959)
- Neil MacGregor (* 1944)
- Ellen M. Markman (* 1947)
- Konrad Mauersberger (* 1938)
- Doug McAdam (* 1951)
- Andrew P. McMahon (* 1957)
- John Joseph Mearsheimer (* 1947)
- Silvio Micali (* 1954)
- Fergus Graham Burtholme Millar (1935–2019)
- Sherrill Milnes (* 1935)
- Peter Bartlett Moore (* 1939)
- Mary Mothersill (1923–2008)
- Robert Forder Nagel (* 1947)
- Lutz Niethammer (1939–2025)
- Sigrid Nunez (* 1951)
- Maynard V. Olson (* 1943)
- Julio Mario Ottino (* 1951)
- Jessie Ann Owens (* 1950)
- Stephen W. Pacala (* 1957)
- Craig Packer (* 1950)
- Benjamin Ingrim Page (* 1940)
- Henry Petroski (1942–2023)
- S. George H. Philander (* 1942)
- Jerome Beebe Posner (* 1932)
- Geoffrey Keith Pullum (* 1945)
- Philip L. Quinn (1940–2004)
- Adrian E. Raftery (* 1955)
- George H. Rieke (* 1943)
- Helmuth Rilling (* 1933)
- R. G. Hamish Robertson (* 1943)
- Sharon Percy Rockefeller (* 1944)
- Janet Rossant (* 1950)
- David John Lord Sainsbury of Turville (* 1940)
- Osvaldo E. Sala (* 1950)
- Steven Browning Sample (1940–2016)
- Michael J. Sandel (* 1953)
- Ed Parish Sanders (1937–2022)
- Antonin Scalia (1936–2016)
- Harry N. Scheiber (* 1935)
- Douglas W. Schemske (* 1948)
- Kay Lehman Schlozman (* 1946)
- Wilfried Schmid (* 1943)
- Alan Shapiro (* 1952)
- Cindy Sherman (* 1954)
- Rae Silver (* 1945)
- Samuel Charles Silverstein (* 1937)
- Ralph J. Snyderman (* 1940)
- Kenneth L. Sokoloff (1953–2007)
- Clemmie Dixon Spangler (* 1932)
- Patricia G. Spear (* 1942)
- Richard Matthew Stallman (* 1952)
- Mriganka Sur (* 1953)
- Larry William Swanson (* 1945)
- Alexander Sandor Szalay (* 1949)
- Guido Tabellini (* 1956)
- Hue-Tam Ho Tai (* 1948)
- Lynne Talley (* 1954)
- Kathleen Christine Taylor (* 1942)
- Shelley Elizabeth Taylor (* 1946)
- Laurence Alan Tisch (1923–2003)
- Martin Trow (1927–2007)
- Laurel Thatcher Ulrich (* 1938)
- William G. Unruh (* 1945)
- Ellen Shapiro Vitetta (* 1944)
- Andrew Baruch Wachtel (* 1959)
- Marvalee Hendricks Wake (* 1939)
- Arthur Weiss (* 1952)
- Zena Werb (1945–2020)
- William Tobey Wickner (* 1946)
- Ellen Dudley Williams (* 1953)
- Thongchai Winichakul (* 1957)
- Niklaus Wirth (1934–2024)
- Michael Witzel (* 1943)
- Lawrence Wolff (* 1957)
- Michael Wood (* 1936)
- Edward Frank Zigler (1930–2019)